# Filinto Müller
Filinto Strubing Müller (Cuiabá, 11 de juliol de 1900 - Paris, 11 de juliol de 1973) va ser un militar i polític brasiler. Va participar dels aixecaments tenentistes entre 1922 i 1924. Durant l'Estado Novo, va destacar per la seva actuació com a cap de la policia política, i va ser acusat de promoure empresonaments arbitraris i tortura.
Va guanyar notorietat internacional en el cas de la captura de la ciutadana alemanya Olga Benário, militant comunista i jueva; companya de Luís Carlos Prestes, de qui esperava una filla. Benário fou deportada a Alemanya el 1936, on seria executada al Centre d'extermini de Bernburg el 1942.

## Biografia
Es va formar aspirant a oficial, en l'arma d'Artilleria, a l'Escola Militar de Realengo, a Rio de Janeiro. Es va graduar en Dret, en la Facultat de Dret de la Universitat Federal Fluminense en Niterói, en 1938. Va tenir dues filles biològiques: Maria Luiza i Rita Júlia, i una filla adoptiva, Maria Luísa Beatriz del Rio Lastra, neboda de la seva dona, la basca Consuelo de la Lastra.
Va participar de la Revolta Paulista de 1924, quan servia en la Caserna de Quitaúna, a São Paulo, com a primer tinent de l'Exèrcit. Amb la retirada dels rebels, va continuar recolzant els moviments tenentistes, i va participar de la Columna Prestes, Filinto Müller va ser promogut a major de les forces revolucionàries, el 14 d'abril de 1925, per Luís Carlos Prestes. No obstant això, vuit dies després, Müller va escriure una carta als seus sergents i soldats, proposant-los la deserció col·lectiva de la Columna, confessant que no tenia cap esperança envers el seu èxit. La carta, emperò, és interceptada i acaba en les mans de Prestes, qui l'expulsa de la Columna, acusant-lo de covard i indigne.
Passada la Revolució de 1930 i amb Getúlio Vargas com a cap de govern, l'any 1933 va esdevenir cap de policia del llavors Districte Federal i va romandre en el càrrec fins al 1942. El reporter David Nasser, en el llibre Falta algú a Nuremberg, traça el perfil dels subordinats escollits per Filinto per a conduir la seva policia política, individus servils al govern que exercien brutalment contra els presos, contribuint a les nombroses violacions dels drets humans ocorregudes en l'època.
Sobre el llibre és possible trobar en les seves pàgines incomptables denúncies practicades per la policia política de Getúlio Vargas, com tortures i assassinats contra opositors del règim, entre ells, membres de l'Acció Integralista Brasilera i de l'Aliança Nacional Llibertadora; a més del treball d'investigació que va dur a la presó Olga Benário Prestes i Harry Berger.

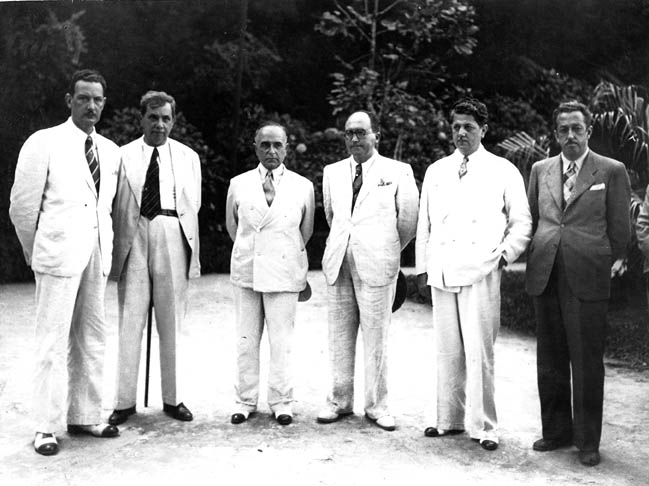
D'esquerra a dreta: Filinto Müller, Góis Monteiro, Getúlio Vargas, Valdemar Falcão, Benedito Valadares i Israel Pinheiro (1938).

El 1935, després de la Intentona Comunista, va participar de les operacions que pretenien empresonar els insurgents. Segons Fernando Morais, biògraf d'Olga Benário, la policia comandada per Müller va torturar, durant setmanes, Arthur i Elise Ewert (membres de la Komintern al Brasil), fins que va aconseguir proves per arrestar Prestes el març de 1936. Morais deixa entreveure que Müller va capturar-lo motivat per l'incident de la carta d'onze anys enrere. Filinto Müller també va arrestar l'esposa de Prestes, militant comunista i agent del Komintern, la jueva alemanya Olga Benário. Entregada pel govern Vargas a les autoritats de l'Alemanya nazi, va morir en una cambra de gas en el camp de Bernburg.
Fidel a Vargas, va perseguir comunistes i també els integralistas, quan aquests van passar a ser inconvenients per al President, a més d'haver estat un notori complidor de la política antisemita de Vargas. Demostrant la postura feixista dels actors polítics de Getúlio Vargas durant l'Estado Novo, Cláudio de Lacerda Paiva va descriure els agents governamentals varguistas: «qui censurava era Lourival Fontes, qui torturava era Filinto Muller, qui va instituir el feixisme va ser Francisco Campos, qui va donar el cop va ser Gaspar Dutra i qui recolzava Hitler era Góis Monteiro».
Va ser elegit quatre vegades senador per l'Estat de Mato Grosso entre 1947 i 1973. Entre 1969 i 1973, va ser president de l'ARENA, el partit de sustentació del govern en la dictadura militar. Va morir a l'Aeroport d'Orly l'11 de juliol de 1973, en el dia del seu aniversari, en un dels accidents aeris més dramàtics de l'aviació internacional, el Vol Varig 820. L'aeronau va realitzar un aterratge d'emergència sobre un camp de cebes, motivat per un un incendi que s'havia originat en el lavabo, i que va arribar a envair la cabina de l'aeronau. L'incendi, el fum i l'aterratge forçat van resultar en 123 morts, amb només 11 supervivents (10 tripulants i 1 passatger).

## Càrrecs

Müller amb la seva família, a l'aeroport Santos Dumont, 1938.

Va exercir els següents càrrecs en l'administració del país: 
- Oficial de Gabinet del Ministre de Guerra — 1930;
- Director de la Guarda Civil del Districte Federal — 1932;
- Delegat Especial de Seguretat Política i Social del Districte Federal — 1933;
- Cap de Policia del Districte Federal — 1933 a 1942;
- Oficial de Gabinet del Ministre de Guerra — 1942;
- President del Consell Nacional del Treball — 1943 a 1945;
- Senador el 1947, 1954, 1962, 1970 a 1973;
- Vicepresident del Senat Federal — 1959 a 1961;
- Líder del Partit Social Democràtic (PSD) — a partir de 1961;
- Líder de l'Aliança Renovadora Nacional (Arena) — 1966 a 1968;
- President de l'Arena — 1969 a 1973.

## Premis i condecoracions
| Brasileres                                         |
| -------------------------------------------------- |
| Gran-Creu de l'Orde Nacional del Mèrit             |
| Gran Oficial del Mèrit Militar                     |
| Gran Oficial del Mèrit Naval                       |
| Gran Oficial de l'Orde de Rio Branco               |
| Gran Oficial del Mèrit Aeronàutic                  |
| Gran Oficial de l'Orde del Mèrit de Brasília       |
| Medalla de Plata del Cinquentenari de la República |
| Medalla Tamandaré                                  |
| Medalla Santos Dumont                              |
| Medalla del Mèrit de la Ciutat del Recife          |
| Medalla de Bronze de Bons Serveis                  |

| Internacionals                         | Internacionals |
| -------------------------------------- | -------------- |
| Gran-Creu de l'Orde Militar d'Avis     | Portugal       |
| Gran-Creu de l'Orde Nacional del Mèrit | Alemanya       |
| Gran-Creu de l'Orde Nacional del Mèrit | Paraguai       |
| Gran-Creu de l'Orde de Menelick II     | Etiòpia        |
| Comanador de la Legió d'Honor          | França         |